# Wilhelm Zaeringer

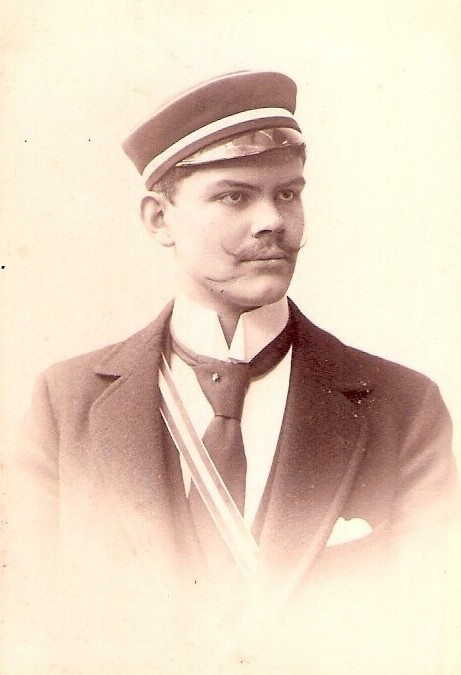
Wilhelm Zaeringer in Couleur des Corps Saxonia Karlsruhe, 1895

Wilhelm Zaeringer (* 15. August 1873 in Weinheim; † 8. Juni 1942 in Nordhausen) war ein deutscher Ingenieur und Manager der Schachtbauindustrie.

## Leben
Wilhelm Zaeringer, Sohn eines Geheimen Oberkirchenrats in Karlsruhe, studierte Ingenieurwissenschaften an den Technischen Hochschulen Karlsruhe und Stuttgart. In Karlsruhe wurde er Mitglied des Corps Saxonia. Nach dem Studium nahm er Stellungen bei verschiedenen in- und ausländischen Maschinenfabriken an. Hierbei konzentrierte er sich auf das Tiefbohrwesen sowie die Herstellung von Bohrapparaten. Später wandte er sich dem Bau von kompletten Schachtanlagen hin. 1899 wurde er Direktor der Hannoverschen Tiefbohrgesellschaft, die insbesondere im Kalibergbau auf die Errichtung von Gefrierschächten spezialisiert war. Nach der Übernahme durch die Tiefbau- und Kälteindustrie AG, vormals Gebhardt & König, in Nordhausen, wurde er 1905 in den Vorstand dieser Gesellschaft berufen. Nach dem Tod des Firmengründers Louis Gebhardt war er bis zu seinem Tod Vorstandsvorsitzender der Gesellschaft, die 1939 mit der Deutschen Schachtbau AG zur Gebhardt & Koenig – Deutsche Schachtbau AG fusionierte.
Unter der Führung von Zaeringer errichtete die Firma mehr als einhundert Gefrierschächte im europäischen Steinkohle- und Kalibergbau. Schon früh gründete er Tochtergesellschaften in England, Frankreich und Belgien, die in der Zeit vor dem Ersten Weltkrieg operierten. Außerdem gründete er 1923 die Tochtergesellschaft Maschinen- und Apparatebau AG in Nordhausen, deren Aufsichtsratsvorsitzender er wurde.

## Auszeichnungen
- Dr.-Ing. E. h. der Technischen Hochschule Berlin-Charlottenburg, 1926[3]